# ناحیه کاری ایمن

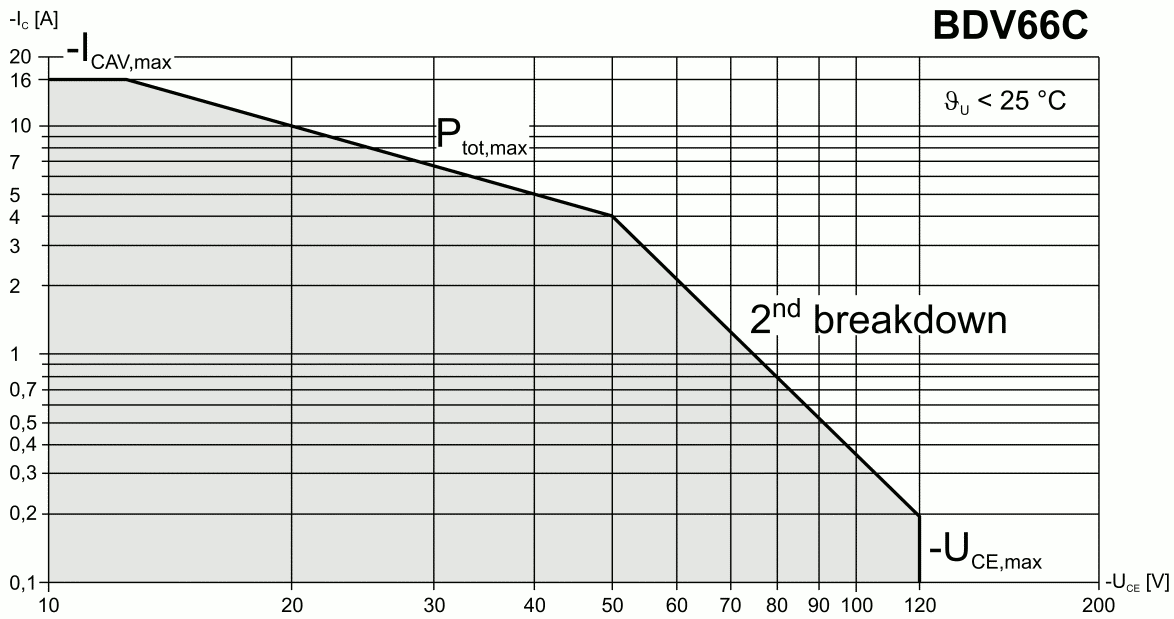
تصویری از ناحیه کاری امن ترانزیستور قدرت دوقطبی. هر ترکیبی از جریان کلکتور و ولتاژ زیر این خط را می‌توان توسط ترانزیستور تحمل کرد.

برای قطعه نیم‌رسانای قدرت (همانند ترانزیستور پیوندی دوقطبی، ماسفت، تریستور یا آی‌جی‌بی‌تی) ناحیه کاری ایمن (SOA) (انگلیسی: Safe operating area) جریان و ولتاژ الکتریکی است که برای شرایط کار قطعه تعریف شده است که در این محدودهٔ جریان و ولتاژ انتظار می‌رود قطعه دچار خودتخریبی نشود. ناحیه کاری ایمن معمولاً در دیتاشیت ترانزیستور به صورت نمودار ذکر شده است.